# Peter Gunn: 24 ore per l'assassino
Peter Gunn: 24 ore per l'assassino (Gunn) è un film del 1967 diretto da Blake Edwards.

## Trama
Peter Gunn è un investigatore privato sulle tracce dell'assassino di un gangster di nome Julio Scarlotti, che un tempo gli salvò la vita. Insieme al tenente Jacoby, Gunn si mette sulle tracce di Nick Fusco, che intende assumere il controllo criminale della città.
Fusco riesce a catturare Gunn e nega ogni coinvolgimento nell'omicidio; quindi minaccia di morte Gunn gli dà 24 ore per trovare il vero responsabile.